# Oschiri
Oschiri (gal·lurès Òscari, sard Oscheri) és un municipi italià, dins de la província de Sàsser. L'any 2007 tenia 3.587 habitants. Es troba a la regió de Montacuto. Limita amb els municipis d'Alà dei Sardi, Berchidda, Buddusò, Ozieri (SS), Pattada (SS), Tempio Pausania i Tula (SS).

## Administració
| Període | Identitat      | Partit        |
| ------- | -------------- | ------------- |
| 2005-   | Antonio Perinu | Llista Cívica |